# Кукольник, Платон Васильевич
Платон Васильевич Кукольник (ок. 1804, Замосць — 1848, Санкт-Петербург) — русский преподаватель, брат Павла и Нестора Кукольников.

## Биография
Родился около 1804 года — четвёртый сын Василия Григорьевича Кукольника.
Окончив курс в Санкт-Петербургской губернской гимназии, поступил на службу в Римско-католическую духовную коллегию. В 1820 году успешно сдал экзамен при Петербургском университете и был принят учителем низших классов в только что открывшуюся Нежинскую гимназию высших наук имени кн. Безбородко, директором которой стал его отец.
В феврале 1821 года оставил Нежин, перебравшись после смерти отца в некогда пожалованное ему имение в Виленской губернии. Библиотеку отца он подарил Нежинской гимназии. Через три года, после смерти матери вернулся на службу, поступив экзекутором в Виленский университет, где его старший брат Павел Васильевич был профессором.
После упразднения университета в 1831 году, до расформирования Виленского учебного округа 1 мая 1832 года состоял на службе в канцелярии попечителя округа. В этом же году вместе со своим младшим братом Нестором перебрался в Петербург. В столице квартира братьев Кукольников вскоре превратилась в место, где собиралась творческая интеллигенция — поэт Александр Струговщиков, актёр и драматург Пётр Каратыгин, композитор Михаил Глинка, художники Яков Яненко, Карл Брюллов и многие другие.
В 1835 году был приглашён Н. Н. Новосильцевым состоять при нём в совете по делам Царства Польского. В 1838 году по состоянию здоровья вышел в отставку.
Умер в 1848 году в Санкт-Петербурге от холеры.